# Berta (nome)
Berta  è un nome proprio di persona italiano femminile.

## Varianti
- Femminili
  - Alterati: Bertina, Bertilla
- Maschili: Berto

### Varianti in altre lingue
- Ceco: Berta[1]
- Germanico: Bertha[1], Berhta[1]
- Inglese: Bertha[1]
- Francese: Berthe[1]
  - Alterati: Bertille[2]
- Polacco: Berta[1]
- Sloveno: Berta[1]
- Spagnolo: Berta[1]
- Tedesco: Bertha[1], Berta[1]
- Ungherese: Berta[1]

## Origine e diffusione

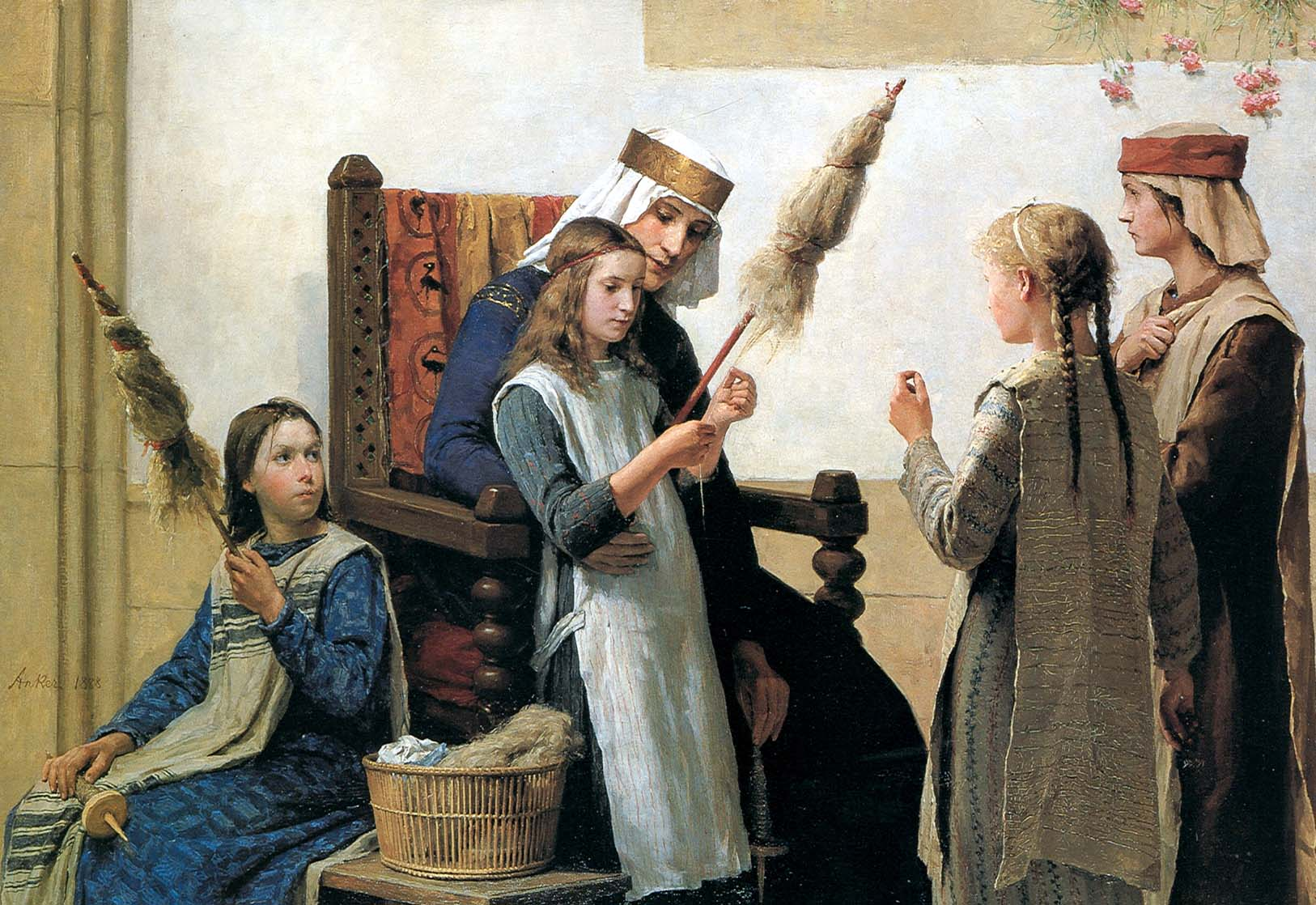
Berta e le filatrici

Deriva dal termine germanico beraht, che significa "brillante", "famoso", "illustre", e può quindi significare "la splendente"; era in origine un'abbreviazione di nomi che cominciavano con esso, e anche al giorno d'oggi può essere utilizzato come ipocoristico di nomi quali Alberta e Roberta. È per significato affine a nomi quali Fedra, Niamh, Zahra e Chiara.
Il nome è portato anche da Berchta (o Berahta, Perahta, Perchta), una dea degli animali e della tessitura nelle leggende germaniche. La forma Bertha venne portata in Inghilterra dai normanni; il suo uso si esaurì dopo il Medioevo, per riprendere poi nel XIX secolo.
Il nome venne scherzosamente affibbiato alla Grande Berta, un'enorme arma d'artiglieria usata dai tedeschi durante la seconda guerra mondiale, in riferimento a Bertha Krupp, figlia dell'imprenditore Friedrich Alfred Krupp. È poi reso ulteriormente celebre dal detto È passato il tempo che Berta filava, che trae origine da una storia di cui esistono molteplici varianti.

## Onomastico
L'onomastico si festeggia il 4 luglio in memoria di santa Berta, badessa di Blangy, nell'Artois. Altre sante e beate con questo nome includono:
- 24 febbraio, beata Berta di Busano, badessa[7]
- 24 marzo, beata Berta de'Alberti di Cavriglia, originaria di Vallombrosa, badessa a Fiesole[3][8]
- 1º maggio, santa Berta di Avenay, badessa ad Avenay[9]
- 1º maggio, santa Berta dei Merovingi, vedova di Etelberto del Kent.
- 11 maggio, santa Bertilla di Turingia, ricordata insieme al marito san Gualberto e madre delle sante Aldegonda e Valdetrude[10].
- 15 maggio, beata Berta di Bingen, madre di san Ruperto di Bingen[11][12].
- 20 ottobre, santa Maria Bertilla Boscardin, religiosa delle Dorotee di Vicenza[13]
- 5 novembre, santa Bertilla di Chelles, badessa di Chelles[14]

## Persone

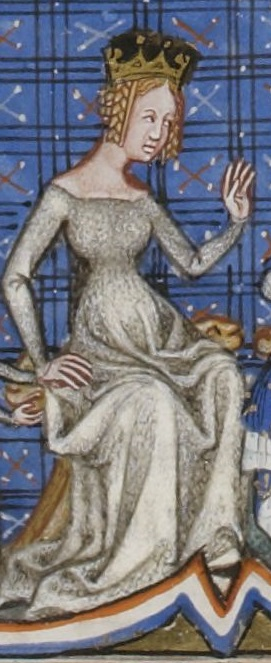
Berta d'Olanda

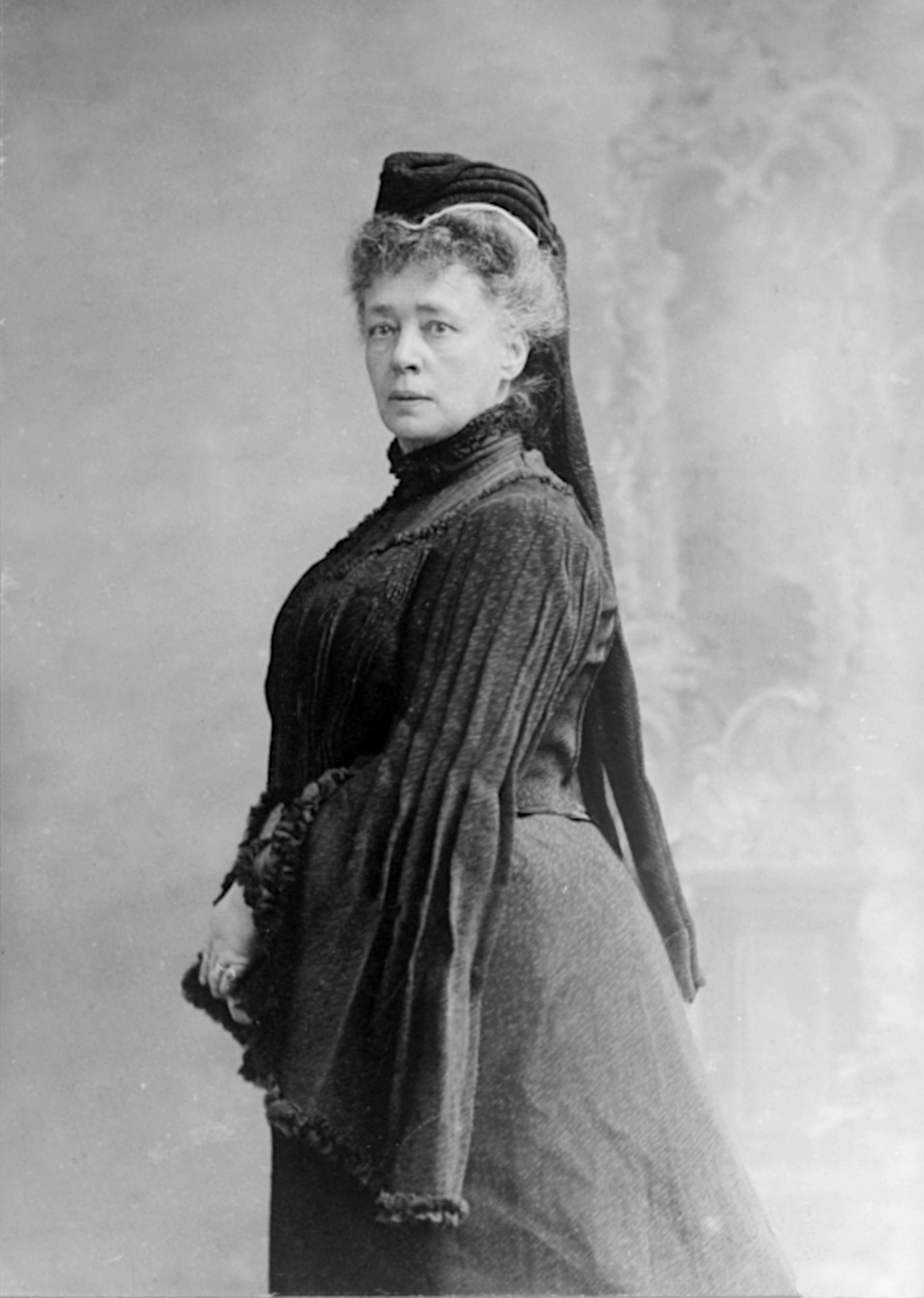
Bertha von Suttner

- Berta dal grande piede o Berta la Pia, altri nomi con cui è nota Bertrada di Laon, moglie di Pipino il Breve e madre di Carlo Magno.
- Berta d'Arles, contessa della Borgogna Transgiurana e contessa di Rouergue
- Berta di Borgogna, regina di Francia
- Berta di Hereford, ereditiera britannica
- Berta di Lotaringia, contessa di Arles e marchesa di Toscana
- Berta dei Merovingi, regina e santa britannica
- Berta d'Olanda, regina di Francia
- Berta di Rouergue, contessa di Rouergue e di Gévaudan
- Berta di Savoia, Regina di Germania e Sacra Romana Imperatrice
- Berta di Savoia, principessa della Savoia e regina di Aragona e Pamplona
- Berta di Sulzbach, imperatrice bizantina
- Berta di Svevia, regina di Borgogna e d'Italia
- Berta Betanzos, velista spagnola

### Variante Bertha
- Bertha Benz, pioniera dell'automobile tedesca
- Bertha Lee Pate, cantante statunitense
- Bertha Lum, artista statunitense
- Bertha Patricia Manterola Carrión, attrice, cantante e modella messicana
- Bertha Pappenheim, scrittrice e giornalista austriaca
- Bertha Teague, allenatrice di pallacanestro statunitense
- Bertha von Marenholtz-Bülow, pedagogista tedesca
- Bertha von Suttner, scrittrice austriaca

### Altre varianti

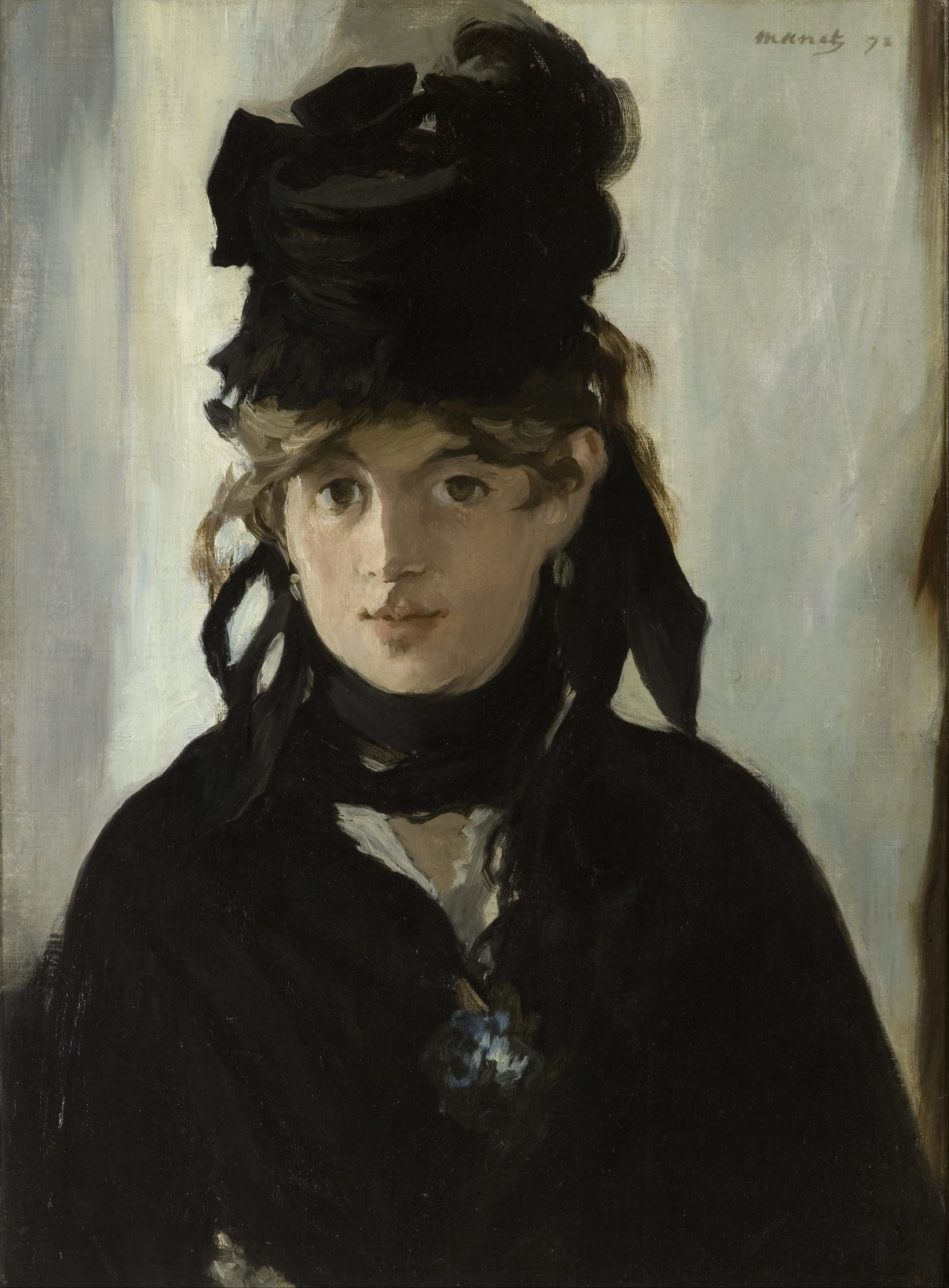
Berthe Morisot

- Maria Bertilla Boscardin, religiosa e santa italiana
- Bertilla di Chelles, monaca e santa francese
- Berthe Morisot, pittrice francese
- Berthe Weill, mercante d'arte francese

## Il nome nelle arti
- Berta filava è una canzone di Rino Gaetano.